# Charmes, Vosges
Charmes är en stad och kommun i det franska departementet Vosges i regionen Grand Est, väster om bergsområdet Vogeserna, som i sin tur på sin östsida bildar det berömda vinområdet i Alsace vid Rhen. Staden genomflytes av Moselle som löper vidare norrut som Mosel i Tyskland och mynnar i Rehn. Canal de l'Est genom staden sammanbinder sedan 1887 floden Meuse (Maas från Nordsjön) med Saône som via Rhône mynnar i Medelhavet.
Beläget i gränsområdet mellan Frankrike och Tyskland har staden förstörts flera gånger, senast 1944 av de retirerande tyska trupperna som avsiktligt satte eld på staden. 1475, 1635 (borgen revs) liksom i krigen 1870-71 och 1914-18 drabbades också staden hårt. Näringar i staden har traditionellt varit garveri, spinneri, ölbryggeri, sågverk och tegelbruk. Idag är staden än en gång återuppbyggd och har en diversifierad industri.
Charmes har en central campingplats liksom populär ställplats för husbilar, samt hamn för kanalfarare.

## Befolkningsutveckling
Antalet invånare i kommunen Charmes
| Referens: INSEE |